# 高雷 (评论员)
高雷（1985年10月24日—），男，《环球时报》员工。现任《环球时报》新媒体部副主任。
高雷使用华为Ascend Mate 7运营《环球时报》新浪微博期间，因其激进的行文风格而备受追捧，也被人称为“美腿七”；多年来其以“耿直哥”为笔名的大量评论文章维护社会主义核心价值观和正能量，得到诸多中央部委的关注。